# Joe Hill (dalszerző)
Joe Hill (született Joel Emmanuel Hägglund, későbbi neve Joseph Hillström) (Gävle, Svédország, 1879. október 7. – Salt Lake City, 1915. november 19.) svéd származású amerikai                  dalszerző, szocialista munkásaktivista, a Világ Ipari Munkásai (Industrial Workers of the World, IWW) tagja.

## Élete
Édesanyja halálával árvaságra jutván bátyjával elhatározták, hogy kivándorolnak. Huszonhárom évesen érkezett az Egyesült Államokba. Több szakmában dolgozott, vándormunkásként, tehervonatokon utazva bejárta a fél országot. Dalai csakhamar nagy népszerűségnek örvendtek a munkások körében, amiben fontos szerepet játszott az IWW által kiadott, széles körben terjesztett „Kis vörös daloskönyv” (Little Red Songbook). Számos hangszeren játszott, többek között gitáron, hegedűn, zongorán, harmonikán. 1910-ben, az IWW-hez való csatlakozása idején a kaliforniai San Pedróban dolgozott kikötőmunkásként. 1911-ben írta a sztrájkoló délnyugati vasutasok támogatására „Casey Jones – a sztrájktörő” (Casey Jones: Union Scab) című dalát, mely az egyik legismertebb művévé vált. 1914-ben gyilkosság koholt vádjával perbe fogták, s a széles körű tiltakozó mozgalom ellenére kivégezték. Kívánsága szerint holttestét Chicagóba szállították, ahol elhamvasztották. A tiszteletére rendezett gyászünnepségen mintegy 30 000 munkás vett részt. Élete és munkássága generációkat inspirál mind a mai napig.

## Film
- Joe Hill balladája. Színes, feliratos, svéd-amerikai filmdráma, 110 perc, 1971. Rendező: Bo Widerberg, forgatókönyvíró: Bo Widerberg, Richard Weber, Steve Hopkins, operatőr: Petter Davidsson, Jörgen Persson, díszlettervező: Ulf Axén, producer: Bo Widerberg, vágó: Bo Widerberg, főszereplő: Thommy Berggren.